# 엔드포인트 보안
엔드포인트 보안 또는 엔드포인트 보호는 클라이언트 장치에 원격으로 연결된 컴퓨터 망을 보호하는 접근 방식이다. 랩톱, 태블릿 컴퓨터, 휴대 전화 및 기타 무선 통신 장치와 같은 엔드포인트 장치를 기업 네트워크에 연결하면 보안 위협에 대한 공격 경로가 생성된다. 엔드포인트 보안은 이러한 장치가 컴플라이언스를 정보 보안 표준에 따르도록 보장한다.
엔드포인트 보안 분야는 2010년대 이후 제한적인 바이러스 검사 소프트웨어에서 벗어나 보다 진보되고 포괄적인 방어 체계로 발전했다. 여기에는 차세대 바이러스 검사 소프트웨어, 위협 탐지, 조사 및 대응, 장치 관리, 데이터 손실 방지 (DLP), 패치 관리 및 진화하는 위협에 대처하기 위한 기타 고려 사항이 포함된다.

## 기업 네트워크 보안
엔드포인트 보안 관리는 기업 네트워크를 통해 사용자의 컴퓨터 및 데이터 접근을 식별하고 관리하는 데 도움이 되는 소프트웨어 접근 방식이다. 이를 통해 네트워크 관리자는 조직의 정책 및 표준을 유지하고 준수하기 위해 특정 사용자에게 중요한 데이터 사용 및 특정 웹사이트 접근을 제한할 수 있다. 엔드포인트 보안 관리 시스템을 조정하는 데 관련된 구성 요소에는 가상사설망 (VPN) 클라이언트, 운영체제 및 업데이트된 엔드포인트 에이전트가 포함된다. 조직 정책을 준수하지 않는 컴퓨터 장치에는 가상 LAN에 대한 제한된 접근이 제공된다. 엔드포인트 및 이동식 저장 장치에 데이터를 암호화하는 것은 데이터 유출을 방지하는 데 도움이 된다.

### 클라이언트 및 서버 모델
엔드포인트 보안 시스템은 클라이언트-서버 모델로 작동한다. 위협 분석 및 의사 결정을 위한 주요 소프트웨어는 중앙에서 관리되는 호스트 서버에 있다. 각 엔드포인트에는 데이터를 수집하고 서버와 상호 작용하는 클라이언트 프로그램이 있다. 보안 프로그램과 호스트 서버가 판매자에 의해 원격으로 유지 관리되는 서비스형 소프트웨어 (SaaS)라는 또 다른 모델이 있다. 결제 카드 산업에서는 두 가지 전달 모델 모두에서 서버 프로그램이 사용자 로그인 자격 증명을 확인하고 인증하며, 네트워크 접근을 허용하기 전에 지정된 기업 보안 표준을 준수하는지 확인하기 위해 장치 스캔을 수행하는 데 기여한다.
조직의 엔드포인트를 잠재적 위협으로부터 보호하는 것 외에도 엔드포인트 보안은 IT 관리자가 운영 기능 및 데이터 백업 전략을 모니터링할 수 있도록 한다.

## 공격 벡터
엔드포인트 보안은 적들이 전략을 끊임없이 혁신하기 때문에 끊임없이 진화하는 분야이다. 방어를 강화하는 데 있어 기본적인 단계는 적들이 엔드포인트 장치를 침해하기 위해 악용하는 수많은 경로를 파악하는 것이다. 가장 많이 사용되는 방법 중 일부는 다음과 같다.
- 피싱 이메일: 기만적인 메시지가 사용자를 악의적인 함정으로 유인하는 일반적인 전술로 남아 있으며, 종종 정교한 사회 공학 기술의 도움을 받는다. 이러한 전략은 사기성 이메일을 합법적인 이메일과 구별할 수 없게 만들어 효율성을 높인다.[11]
- 디지털 광고: 합법적인 광고가 조작되어 '멀버타이징'이 발생할 수 있다. 이 경우, 의심하지 않는 사용자가 손상된 광고에 참여하면 악성 소프트웨어가 유입된다. 이는 사이버 범죄자가 위협을 유입하기 위해 인간의 행동을 악용하는 사회 공학의 심리적 조작의 위험과 함께 엔드포인트 취약성의 다면적인 특성을 강조한다.
- 물리적 장치: USB 및 기타 이동식 미디어는 여전히 실제적인 위협이다. 감염된 장치를 삽입하면 전체 시스템이 빠르게 손상될 수 있다. 디지털 측면에서는 피어 투 피어 네트워크와 같은 플랫폼이 위험을 증폭시켜 종종 악성 소프트웨어 확산의 허브가 된다.
- 비밀번호 취약점: 예측 가능성, 재사용된 자격 증명 또는 무차별 대입 공격 등 비밀번호는 종종 가장 약한 고리가 된다. 원격 데스크톱 프로토콜 (RDP)과 같은 특수 프로토콜조차도 무방비 상태가 아니며, 공격자는 악용할 수 있는 열린 RDP 포트를 찾는다. 이메일의 첨부 파일, 특히 매크로가 포함된 첨부 파일, 그리고 소셜 미디어 및 메시징 플랫폼에서 공유되는 콘텐츠 또한 상당한 위험을 초래한다.
- 사물인터넷 (IoT): 온라인 IoT 장치의 수가 증가함에 따라 해커들이 사설 네트워크에 접근하려는 진입 지점이 더 많아졌다. 종종 IoT 장치는 강력한 보안이 부족하여 공격자에게 무의식적인 게이트웨이가 된다.

## 엔드포인트 보호의 구성 요소
엔드포인트 장치 보호는 그 어느 때보다 중요해졌다. 강력한 방어 전략을 개발하려면 엔드포인트 보호에 기여하는 다양한 구성 요소를 이해하는 것이 필수적이다. 엔드포인트를 보호하는 데 필수적인 핵심 요소는 다음과 같다.
- 샌드박스: 엔드포인트 보호 영역에서 샌드박싱 개념은 핵심적인 보안 메커니즘으로 부상했다. 샌드박싱은 잠재적으로 유해한 소프트웨어를 지정된 통제된 환경 내에 격리하여 광범위한 시스템을 가능한 위협으로부터 보호한다. 이 격리는 소프트웨어가 악의적일 경우 발생할 수 있는 부정적인 영향을 방지한다. 샌드박싱 절차는 일반적으로 엔드포인트에서 의심스럽거나 확인되지 않은 파일을 이 통제된 환경에 제출하는 것을 포함한다. 여기서 소프트웨어의 동작, 특히 시스템과의 상호 작용 및 모든 네트워크 통신이 모니터링된다. 분석을 기반으로 결정이 내려진다. 소프트웨어가 양호하게 동작하면 주 시스템에서 작동이 허용되고, 그렇지 않으면 필요한 보안 조치가 배포된다. 본질적으로 샌드박싱은 위협을 선제적으로 식별하고, 안전한 환경에서 분석하며, 잠재적인 피해를 방지함으로써 엔드포인트 보호를 강화하여 다양한 위협에 대한 포괄적인 방어를 보장한다.[12]
- 바이러스 백신 및 안티멀웨어: 바이러스 백신 및 안티멀웨어 프로그램은 엔드포인트 보안에서 여전히 중요한 역할을 하며, 광범위한 악성 소프트웨어로부터 지속적으로 보호한다. 위협을 탐지, 차단 및 제거하도록 설계된 이들은 시그니처 기반 스캔, 휴리스틱 분석 및 행동 평가와 같은 기술을 활용한다. 업데이트를 유지하는 것이 중요하다. 대부분의 바이러스 백신 도구는 새로운 악성 코드를 인식하기 위해 데이터베이스를 자동으로 새로 고친다. 이러한 적응성은 행동 기반 분석 및 기계 학습 통합과 같은 기능과 결합되어 새롭고 진화하는 위협에 대응하는 능력을 향상시킨다.
- 방화벽: 주요 역할은 접근을 제어하여 승인된 엔티티만 네트워크 내에서 통신할 수 있도록 보장하는 것이다. 이 제어는 어떤 응용 프로그램이 작동하고 통신할 수 있는지를 결정하는 데까지 확장된다. 많은 최신 방화벽은 가상사설망 (VPN) 지원도 제공하여 특히 원격 접근을 위한 보안 암호화 연결을 제공한다. 클라우드 네이티브 방화벽 및 통합 위협 인텔리전스와 같은 혁신은 지속적인 발전을 보여준다. 본질적으로 방화벽은 사이버 위협에 대한 강력한 방어를 형성하기 위해 다른 도구와 함께 작동하는 엔드포인트 보호의 중요하고 능동적인 구성 요소로 남아 있다.
- 침입 탐지 및 방지 (IDP) 시스템: 네트워크 트래픽을 지속적으로 모니터링하여 보안 위협을 나타내는 의심스러운 패턴을 식별할 수 있으므로, 엔드포인트 보호의 다면적인 접근 방식에서 필수적인 구성 요소 역할을 한다. IDPS는 핵심적으로 알려진 위협 시그니처, 휴리스틱 및 정교한 알고리즘의 광범위한 데이터베이스에 의존하여 정상적인 활동과 잠재적으로 유해한 활동을 구별한다. 의심스러운 활동이 감지되면 시스템은 관리자에게 경고하거나 구성에 따라 트래픽 소스를 차단하는 등 즉각적인 조치를 취할 수 있다. 침입 탐지 및 방지 시스템의 또 다른 중요한 측면은 네트워크 트래픽에 상당한 지연을 가하지 않고 작동하는 능력이다. 효율적으로 작동함으로써 보안 조치가 엔드포인트 장치의 운영 성능을 저해하지 않도록 보장한다.
- 데이터 손실 방지 (DLP): 데이터 무결성 및 기밀성 유지 원칙에 뿌리를 둔 DLP 도구는 전송 중, 저장 중 및 처리 중인 데이터를 스캔하고 모니터링한다. 사전 정의된 정책에 따라 잠재적인 유출 또는 무단 데이터 이동을 식별하기 위해 고급 탐지 기술을 활용한다. 잠재적인 정책 위반이 감지되면 DLP는 관리자에게 경고하는 것부터 데이터 전송을 완전히 차단하는 것까지 조치를 취할 수 있다. 이 메커니즘은 인적 오류로 인한 의도하지 않은 유출을 방지할 뿐만 아니라 내부자 또는 악성 소프트웨어에 의한 데이터 유출 시도를 방해한다.
- 패치 관리: 패치 관리의 핵심은 조직 내의 모든 엔드포인트에 걸쳐 이러한 업데이트를 체계적으로 획득, 테스트 및 적용하는 것이다. 강력한 패치 관리 전략이 없으면 엔드포인트는 알려진 취약점을 대상으로 하는 익스플로잇에 취약한 상태로 남아 사이버 범죄자에게 시스템을 침해할 기회를 제공한다. 모든 장치가 최신 보안 패치로 무장되도록 보장함으로써 조직은 방어를 강화하여 노출 기간을 극적으로 줄이고 잠재적인 사이버 공격에 대한 복원력을 강화한다.
- 기계 학습 및 AI: ML 알고리즘을 활용하여 EDR 시스템은 방대한 양의 데이터로부터 지속적으로 학습하여 악의적인 활동과 관련된 패턴 및 동작을 식별할 수 있다. 이러한 지속적인 학습은 이전에 보지 못했던 위협을 식별할 수 있게 하여 제로데이 취약점 및 고급 지속 위협을 탐지하는 도구의 기능을 향상시킨다. 탐지 외에도 AI는 EDR의 응답 측면도 향상시킨다. 지능형 알고리즘에 의해 정보를 얻은 자동화된 응답 메커니즘은 위협을 신속하게 억제하고 완화하여 취약성 및 잠재적 피해의 시간을 줄인다. ML 및 AI를 EDR에 통합하면 탐지 기능이 향상될 뿐만 아니라 보안 작업도 간소화된다. 자동화된 분석은 오탐을 줄이고, 예측 분석은 관찰된 패턴을 기반으로 잠재적인 미래 위협을 예측할 수 있다.[13]

## 사용 방법
- 지속적인 적응: 빠르게 진화하는 위협에 직면하여 조직은 엔드포인트 보호 전략을 정기적으로 검토하고 조정해야 한다. 이러한 적응성은 기술 채택에서 직원 교육에까지 확장되어야 한다.
- 전체론적 접근 방식: 엔드포인트 보호가 독립형 솔루션이 아니라는 점을 인식하는 것이 중요하다. 조직은 네트워크, 클라우드 및 경계 방어와 엔드포인트 보안을 통합하는 다층 방어 접근 방식을 채택해야 한다.
- 벤더 협력: 솔루션 벤더와의 정기적인 참여는 새로운 위협 및 최신 방어 기술에 대한 통찰력을 제공할 수 있다. 협력적인 관계를 구축하면 보안이 항상 최신 상태를 유지할 수 있다.
- 교육 및 훈련: 보안에서 가장 약한 고리 중 하나는 인적 오류로 남아 있다. 정기적인 교육 세션, 인식 프로그램 및 시뮬레이션된 피싱 캠페인은 이러한 위험을 크게 완화할 수 있다.
- 기술 발전 수용: 엔드포인트 보호 메커니즘에 AI 및 기계 학습 기능을 통합하여 조직이 제로데이 위협 및 정교한 공격 벡터를 탐지하고 대응할 수 있도록 한다.

## 엔드포인트 보호 플랫폼
엔드포인트 보호 플랫폼(EPP)은 파일 기반 악성 소프트웨어 공격을 방지하고, 악의적인 활동을 탐지하며, 동적인 보안 사고 및 경고에 대응하는 데 필요한 조사 및 교정 기능을 제공하기 위해 엔드포인트 장치에 배포되는 솔루션이다. 여러 벤더가 EPP 시스템과 위협 탐지, 대응 및 통합 모니터링에 중점을 둔 시스템인 엔드포인트 위협탐지 및 대응 (EDR) 플랫폼을 통합한 시스템을 생산한다. 엔드포인트 위협 탐지 및 대응(EDR)과 같은 도구는 실시간으로 잠재적 위협을 모니터링하고 대응하여 고급 공격에 대한 귀중한 방어 메커니즘을 제공한다. 또한, 가상 사설망(VPN)은 특히 공용 Wi-Fi 핫스팟과 같은 안전하지 않은 네트워크를 통해 연결하는 사용자에게 인터넷 트래픽을 암호화하는 데 중요한 역할을 한다. 다요소 인증(MFA)은 추가적인 확인 계층을 추가하여 이러한 플랫폼을 향상시켜 승인된 사용자만 중요한 시스템에 접근할 수 있도록 보장한다.

## 같이 보기
- 네트워크 보안
- 인터넷 보안